# Parlamentswahl in Portugal 1980
- UDP: 1
- APU: 41
- FRS: 71
- PS: 3
- PSD: 8
- AD: 126

Die Parlamentswahl in Portugal 1980 fand am 5. Oktober statt.

## Politischer Hintergrund
Der Wahlkampf spielte sich in einer politisch sehr aufgeheizten Atmosphäre ab. Die seit Januar 1980 amtierende Mitte-rechts-Regierung aus PSD, CDS und PPM der Demokratischen Allianz (AD) propagierte unter ihrem Ministerpräsidenten Francisco Sá Carneiro offen die „Befreiung der Wirtschaft vom Sozialismus“, d. h., sie wandte sich direkt gegen wesentliche Ergebnisse der Nelkenrevolution von 1974. Die Regierung versuchte schrittweise die 1975 erfolgten Verstaatlichungen von großen Teilen der Schlüsselindustrien sowie des Bankensektors, aber auch von Elementen der Agrarreform aufzuheben bzw. zu relativieren. Dies hatte heftige Auseinandersetzungen mit der noch immer auch Teile des Militärs umfassenden politischen Linken des Landes zur Folge, die im Gegensatz dazu die Ergebnisse der Revolution von 1974 vertiefen, zumindest jedoch bewahren wollte.
Diese Auseinandersetzungen um die „Lasten“ bzw. „Errungenschaften“ der Revolution führten auch zu einer direkten Konfrontation zwischen dem der gemäßigten Linken zuneigenden Präsidenten António Ramalho Eanes und dem Ministerpräsidenten Sá Carneiro. Die AD unterstützte deshalb bei den 1980 ebenfalls anstehenden Präsidentenwahlen die Wiederwahl von Präsident Eanes nicht, sondern stellte mit General António da Silva Osório Soares Carneiro einen Gegenkandidaten auf, der jedoch am 7. Dezember 1980 Eanes nicht schlagen konnte.
Im Gegensatz dazu hatten die Parteien der Mitte-rechts-Koalition in der Parlamentswahl vom 5. Oktober 1980 das Ergebnis der Wahl vom Dezember 1979 nicht nur bestätigt, sondern noch einmal verbessert, denn der AD war es gelungen, ihre Führungsposition auszubauen und erneut die absolute Mehrheit der Mandate zu erreichen.
Wie in der Vergangenheit auch agierte die Opposition nicht einheitlich. Die gemäßigte Linke fand sich in der im Juni 1980 gebildeten „Republikanischen und Sozialistischen Front“ (FRS) zusammen. Unter Führung der Sozialistischen Partei arbeiteten in der FRS auch zwei kleinere sozialdemokratische Gruppierungen, UEDS und ASDI, mit, die jedoch beide die 80er Jahre politisch nicht überlebten.
Daneben trat, wie bereits bei den Parlamentswahlen im Vorjahr, die Allianz Vereintes Volk (APU) als Bündnis aus Kommunistischer Partei (PCP) und der Portugiesischen Demokratischen Bewegung – Demokratische Wahl-Kommission (MPD/CDE) an.

## Wahlergebnisse

Sitzverteilung und stärkste Partei in den Wahlkreisen

Francisco Sá Carneiro wurde erneut zum Ministerpräsidenten berufen, kam jedoch in der Nacht des 4. Dezembers 1980 ums Leben, als sein Flugzeug kurz nach dem Start auf dem Weg nach Porto über dem Lissaboner Vorort Camarate aus bis heute nicht endgültig geklärter Ursache abstürzte.
Die Wahlbeteiligung lag bei 83,94 Prozent. Die Zählung wurde nach dem D’Hondt-Verfahren durchgeführt.
| Partei                                | Partei | Stimmen   | Stimmen | Stimmen | Sitze       | Sitze        |
| Partei                                | Partei | Anzahl    | %       | +/−     | Anzahl      | +/−          |
| ------------------------------------- | --- | --------- | ------- | ------- | ----------- | ------------ |
|                                       | Aliança Democrática - Partido Social Democrata - Centro Democrático e Social - Partido Popular Monárquico                                   | 2.706.667 | 44,9    | +2,4    | 126 74 46 6 | +5 +1 +3 +1  |
|                                       | Frente Republicana e Socialista - Partido Socialista - União da Esquerda para a Democracia Socialista - Acção Social Democrata Independente | 1.606.198 | 26,7    | −0,7    | 71 63 4     | +1 1 −7 1 +4 |
|                                       | Aliança Povo Unido - Partido Comunista Português (PCP) - Movimento Democrático Português – Comissão Democrática Eleitoral (MDP/CDE)         | 1.009.505 | 16,8    | −2,1    | 41 39 2     | −6 −5 −1     |
|                                       | Partido Social Democrata | 147.644   | 2,5     | +0,1    | 8           | +1           |
|                                       | União Democrática Popular | 83.204    | 1,4     | −0,8    | 1           | −            |
|                                       | Partido Operário de Unidade Socialista/PST                                                                                                  | 83.095    | 1,4     | −       | −           | −            |
|                                       | Partido Socialista | 67.081    | 1,1     | −       | 3           | −1           |
|                                       | Partido Socialista Revolucionário | 60.496    | 1,0     | +0,4    | −           | −            |
|                                       | Partido Trabalhista | 39.408    | 0,7     | −       | −           | −            |
|                                       | Partido Comunista dos Trabalhadores Portugueses                                                                                             | 35.409    | 0,6     | −0,3    | −           | −            |
|                                       | PDC-MIRN/PDP-FN | 23.819    | 0,4     | −       | −           | −            |
|                                       | Centro Democrático e Social | 13.765    | 0,2     | −0,2    | −           | −            |
|                                       | Partido Democrático do Atlântico | 8.529     | 0,1     | −       | −           | −            |
|                                       | Organização Comunista Marxista-Leninista Portuguesa                                                                                         | 3.913     | 0,1     | 0,0     | −           | −            |
|                                       | Leeren Stimmzettel | 34.522    | 0,6     | −0,1    |             |              |
|                                       | Ungültige Stimmzettel | 103.140   | 1,7     | −0,3    |             |              |
|                                       | Gesamt | 6.026.395 | 100,0   |         | 250         |              |
| Wahlberechtigte                       | Wahlberechtigte | 7.179.023 |         |         |             |              |
| Wahlbeteiligung                       | Wahlbeteiligung | 83,9 %    |         |         |             |              |
| Quelle: Comissão Nacional de Eleições | |           |         |         |             |              |